# Maksim Nizowcew
Maksim Pawłowicz Nizowcew (ros. Максим Павлович Низовцев; ur. 9 września 1972 w Kustanaju) – kazachski piłkarz występujący na pozycji pomocnika.

## Kariera klubowa
Nizowcew karierę rozpoczynał w 1991 roku w Kostanajcu Kostanaj, grającym w czwartej lidze ZSRR. W 1992 roku klub zmienił nazwę na Chimik Kostanaj i rozpoczął starty w pierwszej lidze kazachskiej. Nizowcew grał tam do 1994 roku. W 1995 roku przeszedł do rosyjskiej Bałtiki Kaliningrad, występującym w drugiej lidze. W tym samym roku awansował z nią do pierwszej ligi, a w 1998 roku spadł z powrotem do drugiej.
W 1999 roku Nizowcew został zawodnikiem pierwszoligowego klubu CSKA Moskwa, z którym w tym samym roku zajął 3. miejsce w lidze. W 2000 roku wrócił do Bałtiki Kaliningrad. W 2001 roku grał w pierwszoligowym Sokole Saratów, a w 2002 roku przeszedł do drugoligowego Czernomorca Noworosyjsk. W sezonie 2002 zajął z nim 2. miejsce w drugiej lidze i awansował do pierwszej ligi.
W 2004 roku Nizowcew wrócił do Kazachstanu, gdzie został graczem Tobyłu Kostanaj. W 2005 roku wywalczył z nim wicemistrzostwo Kazachstanu. W 2006 roku występował w FK Aktöbe, z którym również został wicemistrzem Kazachstanu. Następnie, w 2008 roku grał jeszcze dla Wostoku Ust-Kamienogorsk, po czym zakończył karierę.

## Kariera reprezentacyjna
W reprezentacji Kazachstanu Nizowcew zadebiutował 11 kwietnia 1994 w wygranym 1:0 towarzyskim meczu z Tadżykistanem, a 14 czerwca 1996 w wygranym 1:0 pojedynku eliminacji Pucharu Azji z Katarem strzelił swojego pierwszego gola w kadrze. W latach 1994–2005 w drużynie narodowej rozegrał 16 spotkań i zdobył 2 bramki.